# Як-23
Як-23 (по классификации НАТО: Flora, первоначально Type 28) — ранний реактивный истребитель ОКБ Яковлева. Совершил первый полёт в июле 1947 года.
С 1949 года в СССР выпущено 310 самолётов. Самолёты Як-23 непродолжительное время стояли на вооружении в СССР, а также в странах Восточной Европы.

## История создания

### Разработка
Новый этап в развитии советского авиастроения наступил с закупкой в Англии ТРД Роллс-ройс Derwent V и Nene.
11 марта 1947 года Совет Министров СССР выпустил Постановление, согласно которому нескольким авиационным ОКБ поручалось разработать под эти двигатели новые реактивные истребители. В частности, на ОКБ Яковлева возлагалась разработка истребителя с прямым крылом и двигателем Дервент V. Яковлев принял решение начать разработку сразу двух истребителей, Як-25 (первый с этим обозначением) классической фюзеляжной схемы, являвшийся развитием экспериментального истребителя Як-19 и, в инициативном порядке, Як-23 — «реданной схемы».
В отличие от своих предшественников Як-15 и Як-17, конструкции которых базировалась на Як-3, Як-23 был создан заново с учётом опыта накопленного при их разработке. На самолёте было применено крыло с ламинизированным профилем и щелевыми закрылками типа ЦАГИ. Вооружение, состоящее из двух пушек НР-23 (первоначально планировалось установить пушки Ш-3-23, но те не выдержали госиспытаний), располагалось в нижней части фюзеляжа под двигателем.
В июне 1947 года была завершена сборка первой опытной машины с бортовым номером 52 (желтый). На самолёте стоял импортный двигатель Дервент V. 8 июля самолёт, пилотируемый лётчиком-испытателем М. И. Ивановым, впервые поднялся в воздух, а 3 августа был продемонстрирован на авиационном параде в Тушино.

### Испытания
11 ноября 1947 года второй Як-23 передали в ГК НИИ ВВС на государственные испытания. В Акте по результатам отмечалось, что истребитель превосходит по лётным данным характеристикам МиГ-9 и Су-9 (первый с этим обозначением). Скоростные характеристики были хоть выше чем у МиГ-9 — 925 км/ч у земли и 910 км/ч на высоте 5000 м — но при этом на 35 км/ч и 40 км/ч ниже ожидаемых. Это было связано с превышением массы самолёта на 65 кг (планировалось 2900 кг) и меньшей по сравнению с формуляром тяги двигателя. Время и радиус виража на высоте 5000 м составляли 28 секунд и 750 м. С другой стороны Як-23 не имел воздушных тормозов, что ограничивало его маневренность, дальность радиосвязи с землёй была недостаточной, а кабина — негерметичной.
В ходе госиспытаний на Як-23 было проведено два учебных боя с реактивным бомбардировщиком Ту-12, которые показали, что истребитель способен успешно бороться с современными ударными самолётами.
Хотя было известно, что двигатель отечественного производства РД-500 несколько уступает по тяге Дервенту, и Як-23 с РД-500 будет иметь худшие характеристики по сравнению с полученными на опытной машине, по результатам госиспытаний Як-23 был рекомендован к принятию на вооружение.

### Катастрофа 14 июля 1948 года
Второй прототип был потерян во время генеральной репетиции очередного авиационного парада в Тушино. В ходе репетиции истребители на небольшой высоте один за другим проходили мимо главной трибуны, в то время как значительно выше них летели бомбардировщики и транспортные самолёты. Внезапно у Як-23 разрушилось крыло, и самолёт начал падать, вращаясь вокруг своей оси. Фонарь кабины сорвался, и выброшенный из кабины лётчик-испытатель М. И. Иванов погиб при ударе о землю.
Расследование катастрофы показало, что она произошла вследствие невероятного стечения обстоятельств. У летевшего среди других бомбардировщиков Ту-14, который следовал выше, впереди и в стороне от Як-23, оторвался весовой балансир руля и, пролетев по весьма запутанной траектории значительное расстояние, врезался точно в крыло истребителя.

## Серийное производство
МАП затянул почти на год с решением о запуске Як-23 в серию. Причин этому было несколько: на истребителе отсутствовали аэродинамические тормоза, гермокабина, к тому же он уступал по основным лётным данным не только самолётам И-310 и «174» (будущим МиГ-15 и Ла-15), но и Як-25, который разрабатывался параллельно с ним.
Первоначально Як-23 пытались внедрить в производство на Новосибирском заводе № 153, однако безуспешно. В феврале 1949 года осваивать Як-23 начали на выпускавшем ранее Як-17 заводе № 31 в Тбилиси. Но к середине года в связи с попыткой запуска в серию МиГ-15 на этом заводе темпы освоения Як-23 замедлились, и первые машины появились только в октябре. Всего до окончания производства в марте 1951 года было выпущено 313 серийных Як-23.

## Конструкция
Самолёт Як-23 представлял собой одноместный цельнометаллический среднеплан. В конструкции самолёта использованы, в основном, алюминиевые сплавы типа Д-16Т. За основу конструкции была взята реданная схема, когда сопло двигателя выходит под хвостовой частью фюзеляжа.
Фюзеляж — полумонокок овального сечения. Силовой каркас фюзеляжа состоит из четырёх лонжеронов, 27-ми шпангоутов и стрингеров. В каркас фюзеляжа входит силовая балка, которая служит для крепления передней опоры шасси, оружия и двигателя. Обшивка Д-16Т, работающая, толщиной от 0,8 до 1,8 мм. Для предохранения обшивки от струи горячих газов, выходящих из сопла двигателя, к нижней части фюзеляжа, в этом месте, установлена дополнительная обшивка из жаропрочной стали. Носовая часть фюзеляжа выполнена съёмной, для доступа к двигателю. В носовой части расположен канал для подвода воздуха к двигателю, здесь же находится ниша передней опоры шасси, фотокинопулемёт, посадочная фара, аккумулятор и генератор.
Стыковка носовой части с фюзеляжем осуществляется по силовому шпангоуту, который является основной опорой двигателя. В фюзеляже предусмотрены три ниши, которые образованы по шпангоутам, не имеющим замкнутого контура. В первой расположен центральный топливный бак, во второй кабина лётчика, а в третьей отсек оборудования и задний топливный бак. К последнему шпангоуту пристыкована съёмная законцовка хвостовой части фюзеляжа.
Кабина пилота негерметичная, вентилируемая атмосферным воздухом. Кабина оснащена кислородной системой и системой обогрева. Фонарь кабины состоит из козырька и сдвижной части, оборудованной системой аварийного сброса. Остекление лобовой части фонаря 57-мм бронестекло. Кресло пилота катапультируемое, защищённое бронеспинкой толщиной 8 мм.
Крыло — двухлонжеронное неразъёмное. Продольный силовой набор передний и задний лонжероны и стрингера. Поперечный силовой набор 17 нервюр в каждой консоли. Передний лонжерон — основной силовой элемент крыла. В подфюзеляжной части оба лонжерона имеют изгиб, в виде арки, огибающий выхлопную трубу двигателя. Обшивка крыла работающая, материал Д-16Т, толщиной от 1,2 до 1,8 мм. В законцовках консолей крыла установлен бортовой аэронавигационный огонь.
Механизация крыла — элероны и щелевые закрылки. Закрылки отклоняются при взлёте на 25 минут, при посадке на 60 градусов.
Хвостовое оперение — однокилевое свободнонесущее. Киль двухлонжеронный — верхние части шпангоутов № 20 и 22 являются лонжеронами киля и к этим же шпангоутам крепится стабилизатор. Стабилизатор двухлонжеронный. Руль высоты и руль направления имеют весовую и аэродинамическую балансировку. Руль высоты оснащён триммерами. В задней части руля направления установлена триммерная пластина.
Шасси — классическое трёхопорное, убираемое с носовым колесом. Основные опоры крепятся к переднему лонжерону крыла и убираются в капот двигателя и крыло. Носовая опора убирается в нишу передней части фюзеляжа, колесом вперёд. Амортизация основных стоек воздушно-масляная. Все опоры одноколёсные. На основных опорах тормозные колёса с пневматиками высокого давления. На носовой стойке колесо нетормозное. На передней стойке установлен гидравлический демпфер.
Силовая установка — одновальный турбореактивный двигатель с центробежным двухсторонним компрессором, одноступенчатой турбиной и девятью камерами сгорания РД-500, тягой 1590 кгс. РД-500 был копией английского двигателя Rolls Royce Derwent V. Топливо находилось в пяти основных фюзеляжных баках и двух подвесных, закреплённых на законцовках крыла. Общая ёмкость топливной системы 1300 литров, в том числе по 195 литров в каждом подвесном баке.
Система управления смешанная. Управление рулём высоты и элеронами жёсткое. Для разгрузки усилий в систему управления рулём высоты включена компенсационная пружина. Управление рулём направления тросовое. Управление триммерами осуществляется посредством штурвала.
Воздушная система самолёта состоит из основной и аварийной сетей и служит для уборки-выпуска шасси и закрылков, а также управления тормозами и перезарядки пушек. Питание воздухом при нормальной работе системы производится из рабочего баллона ёмкостью 21 л, в аварийном случае из баллона ёмкостью 4,5 л.
Источники электроэнергии на борту — аккумулятор и генератор постоянного тока.
Радиооборудование — передатчик, приёмник, радиополукомпас-отметчик и радиоопознавательное устройство.
Пилотажно-навигационное оборудование — вариометры, указатель скорости, указатель числа М, авиагоризонт, дистанционный компас, часы.
Вооружение — две пушки калибра 23 мм с общим боезапасом 180 снарядов.

## Модификации

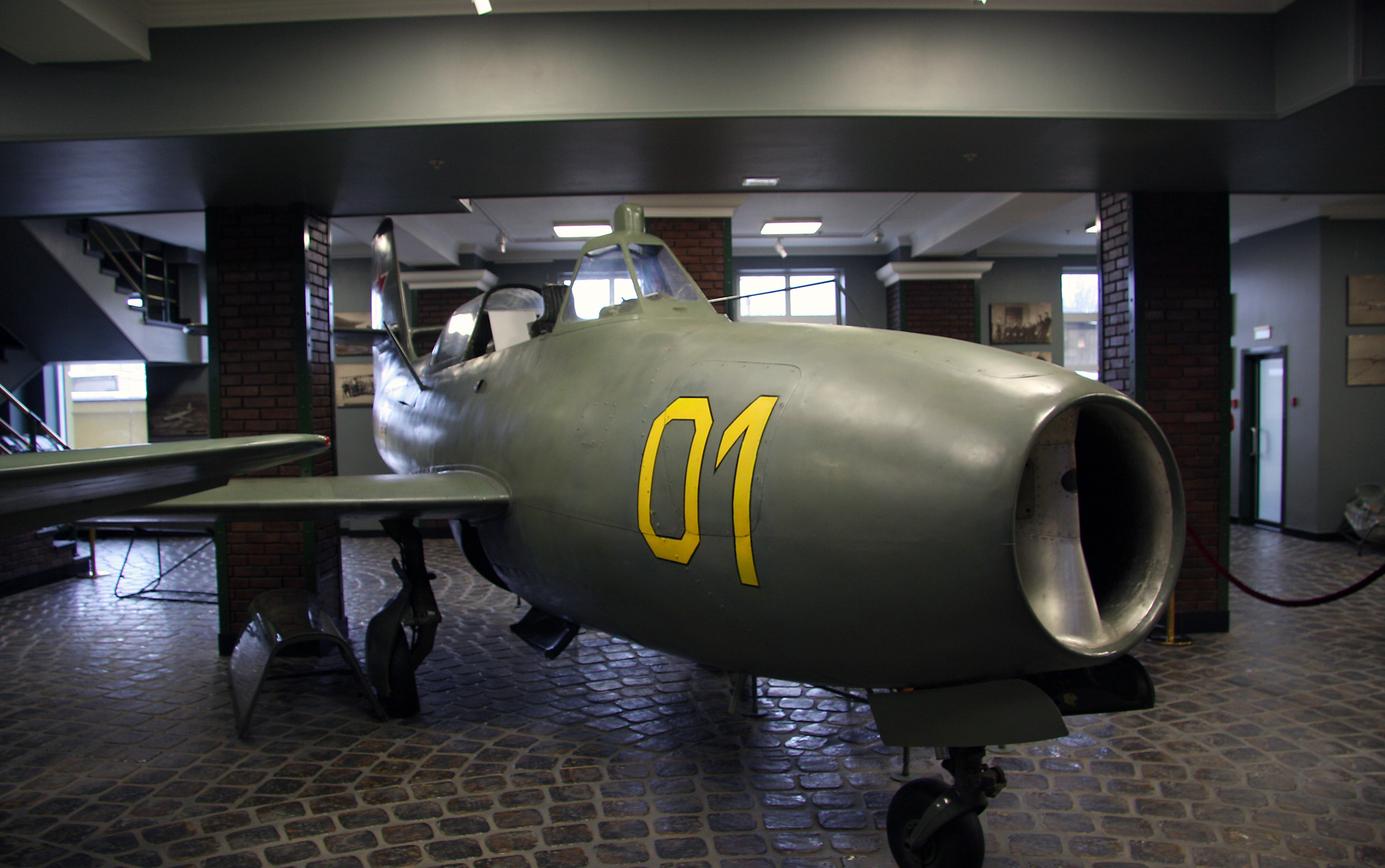
Единственный сохранившийся экземпляр Як-23УТИ в Музее техники Вадима Задорожного

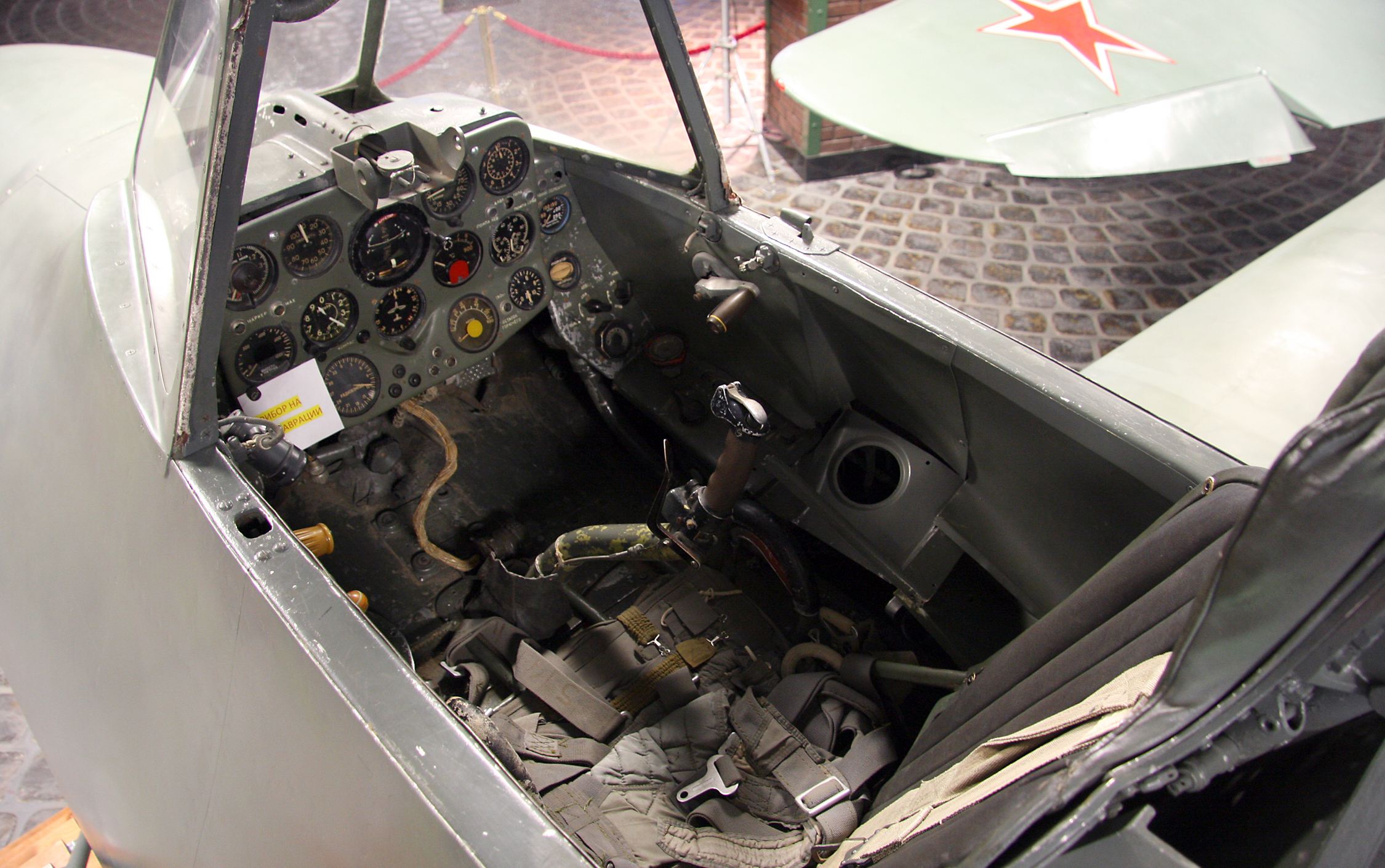
Кокпит Як-23УТИ

| Название модели | Краткие характеристики, отличия.                                                                        |
| --------------- | --- |
| Як-23           | Серийный истребитель.                                                                                   |
| Як-23УТИ        | Двухместный учебно-тренировочный вариант.                                                               |
| Jak-23DC        | Двухместный учебно-тренировочный румынский вариант. Из истребителей Як-23 было переделано 4 экземпляра. |

## Эксплуатация

### Войсковые испытания
В марте лётчики 382-го истребительного авиаполка 42-й истребительной авиадивизии, дислоцировавшейся на аэродроме Ханкала неподалёку от Грозного, приступили к переучиванию на Як-23. К моменту начала войсковых испытаний 1 апреля 1950 года лётчики полка имели налёт на этом типа истребителя от получаса до полутора часов. Хуже ситуация обстояла с техническим персоналом, обучение техников завершилось только в августе к концу испытаний.
В испытаниях приняли участие 20 машин первой серии, на которых к 9 сентября было выполнено 2176 полётов общей продолжительностью 990 часов 39 минут. Из них ночью 34 полёта общей продолжительностью 22 часа 14 минут.
Лётный состав полка оценил истребители следующим образом:
- Самолёт оказался доступным в пилотировании для лётчиков средней квалификации.
- Для эксплуатации Як-23 не требовались крупные аэродромы, с длинной взлётно-посадочной полосой.
- Истребитель был в достаточной мере устойчив относительно всех трёх осей.
- При достижении скорости М=0,81 на высоте 10000 метров наблюдалось образование скачков уплотнения околозвукового воздушного потока на крыле и обшивке, из-за которых самолёт начинал дрожать и раскачиваться вокруг продольной оси.
- То же явление наблюдалось при выполнении фигур высшего пилотажа на меньших скоростях.
- Ведение воздушного боя предполагалось оптимальным на скорости до 0,85 от максимальной и высоте до 8000 метров.
- Использование прицела АСП-3Н в маневренном воздушном бою ограничено, по причине размывания сетки.
- Отсутствие герметичной кабины ограничивает использование Як-23 высотой в 12 километров.
- Более слабое пушечное вооружение по сравнению с МиГ-15 и Ла-15.
- Отсутствие протектированных топливных баков.
- Недостаточная бронезащита кабины.
- Радиостанция РСИ-6 не обеспечивала двухстороннюю связь на полный радиус действия самолёта.
- Отсутствие РЛС.
- Отсутствие системы слепой посадки и недостаточная мощность посадочной фары.

В целом отзывы лётчиков, несмотря на выявленные недостатки, были положительные. Самолёт рекомендовалось использовать как переходный тип в училищах, учебно-тренировочных центрах и строевых частях.

### В строю
В Советском Союзе Як-23 не получил широкого распространения. В 1949—1950 годах этими истребителями были вооружены несколько авиаполков Северокавказского и Приволжского военных округов. С июля 1950 года начался экспорт Як-23 в социалистические страны Восточной Европы, а в СССР в следующем году Як-23 начали заменять в частях на МиГ-15. К 1953 году в строю не осталось истребителей этого типа, все они были или списаны, или переданы союзникам по социалистическому лагерю.

### Экспорт

#### Болгария
Первая дюжина истребителей Як-23 поступила в сформированный в марте 1951 года 19-й истребительный авиаполк. За ними последовало ещё около ста Як-23, кроме того, два двухместных Jak-23DC поступили из Румынии. Всего этими истребителями было вооружено пять истребительных и истребительно-бомбардировочных авиаполков, 2-й учебный бомбардировочный авиаполк и авиаучилище «Георги Бенковски». Основной задачей Як-23 в ВВС Болгарии стал перехват нарушителей границы, преимущественно со стороны Турции, Югославии и Греции. Як-23 оставались на вооружении ВВС Болгарии до 1958 года, а последней частью, где они эксплуатировались, стал 43-й истребительный авиаполк.

#### Венгрия
В 1951 году ВВС Венгрии получили небольшое количество Як-23.

#### Польша

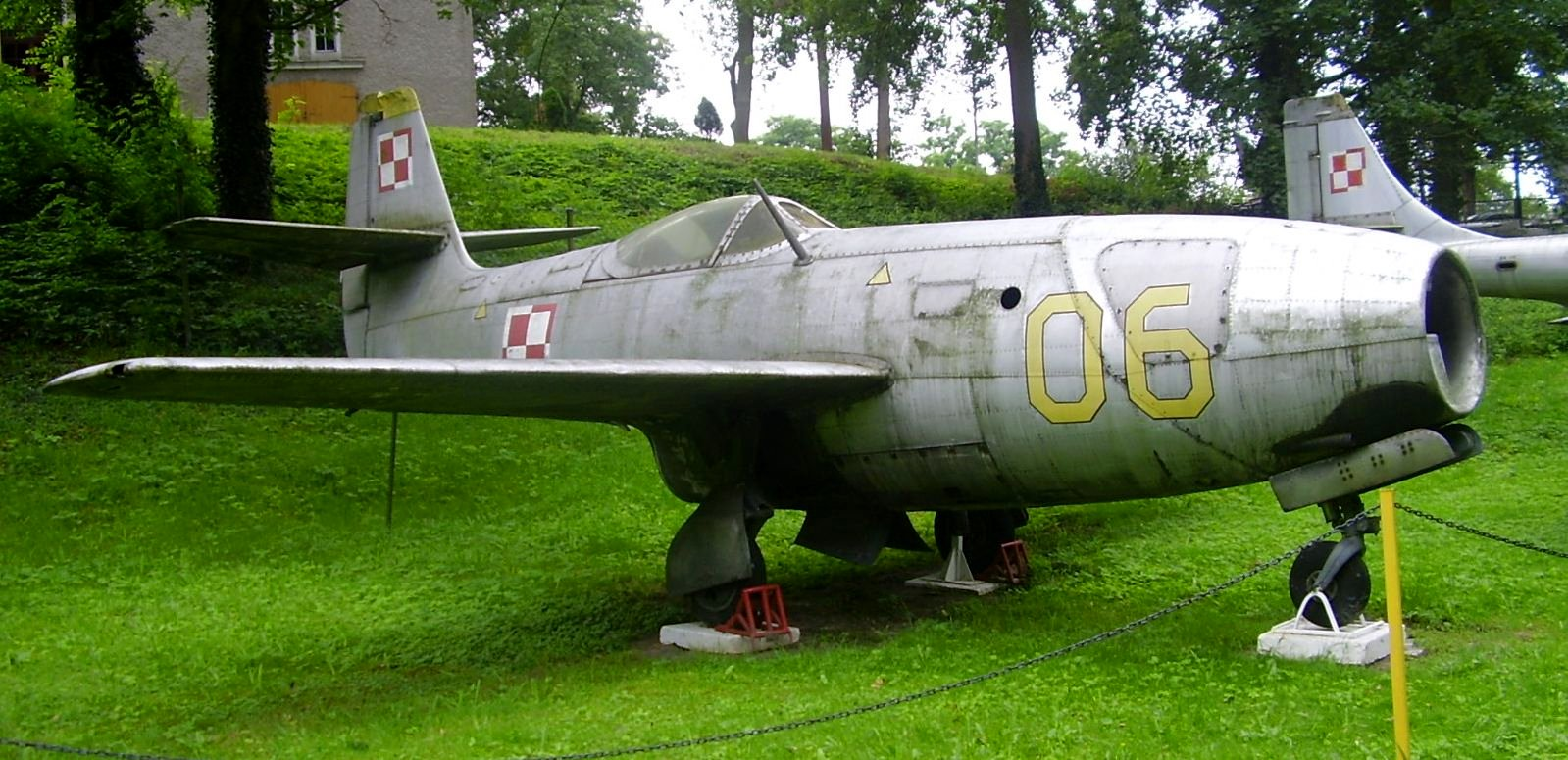
Як-23, Любуский военный музей, Джонув, Польша

С декабря 1950 года до середины 1953 года в Польшу поступило более ста истребителей Як-23, как новых, так и снимаемых с вооружения в СССР. Самолёты доставляли по железной дороге в разобранном виде, а собирали и выполняли их облёт на месте. Параллельно велась подготовка личного состава на самолётах Як-17УТИ как в СССР так и в Польше. К сентябрю 1951 года первые две эскадрильи Як-23 ВВС Польши заступили на боевое дежурство. Этими истребителями за последующие два года было вооружено три истребительных авиаполка, 1-й, 2-й и 6-й, кроме того, 13 истребителей поступило в Офицерскую Авиашколу № 5 в Радоме.
В Польше Як-23 использовался в основном в системе ПВО: самолёт обладал хорошей скороподъёмностью и отличной маневренностью, благодаря чему подходил для перехвата нарушителей воздушной границы. Основной задачей Як-23 в ВВС Польши стал перехват разведывательных аэростатов. В 1955-56 годах Як-23 списали из боевых частей, а в 1957 году — и из Радомской авиашколы.
Планировалось производство Як-23 на заводах WSK PZL в Мелеце и Свиндике под обозначением G-3, но в итоге поляки отказались от производства Як-23 в пользу МиГ-15.

#### Румыния
ВВС Румынии получили около сорока Як-23, из которых четыре самолёта были переделаны в двухместные учебно-тренировочные Jak-23DC, два из которых были переданы Болгарии. Первая дюжина реактивных истребителей прибыла в Румынию в 1951 году, Як-23 поступили на вооружение авиаполков 97-й истребительной авиадивизии. Сняты с вооружения истребители этого типа были в конце 50-х годов

#### Чехословакия
В конце 1950 года ВВС Чехословакии получили первую партию из двенадцати Як-23, впоследствии к ним присоединилось ещё десять машин. Истребители получили обозначение S-101 и сменили S-92 (Me.262, собранные из задела, оставшегося со Второй мировой войны) в 5-й истребительной эскадрилье, которая базировалась на аэродроме Млада. 1 октября самолёты были переданы в новый 11-й истребительный авиаполк, первоначально базировавшийся в той же Младе, а затем переведённый на авиабазу Жатец. 16 октября 1952 года один из Як-23 был потерян в авиакатастрофе, лётчик Иржи Чермак погиб.
Затем истребители сменили несколько частей. Сначала они служили в 51-м истребительном авиаполку, где 7 июля 1953 года, при посадке был потерян ещё одна машина, но в этот раз лётчик остался жив. В сентябре Як-23 передали в 7-й авиаполк, а закончили службу они в 3-м истребительном авиаполку.
Основной задачей во время службы в ВВС Чехословакии для Як-23 стал перехват разведывательных аэростатов, в огромных количествах запускаемых с территории Западной Германии.

## Сохранившиеся экземпляры

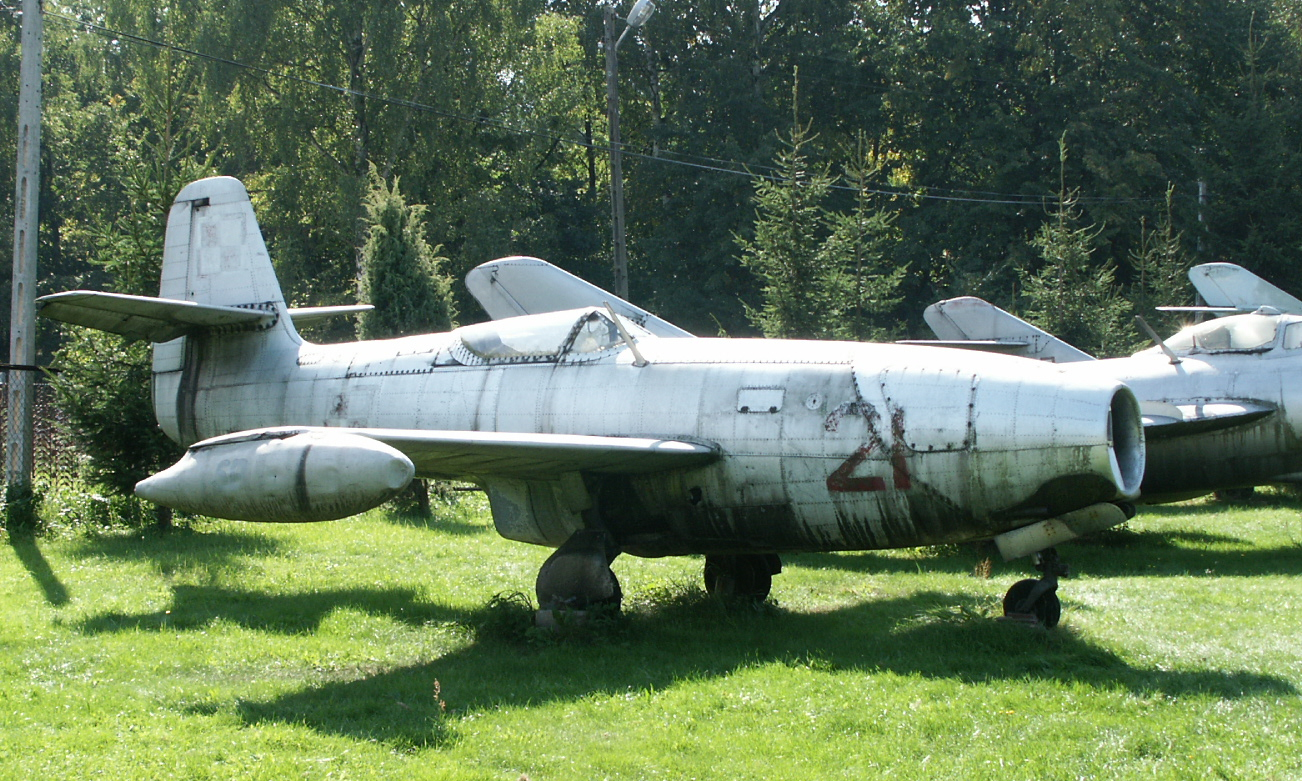
Як-23 в Музее Белого Орла, Скаржиско-Каменна, Польша

- Россия, Монино, Центральный музей Военно-воздушных сил РФ. Б/н 15 красный.
- Россия, Москва, Музей ОКБ Яковлева.[2] Б/н 01 жёлтый.
- Чехия, Прага, Авиационный музей Кбелы (Letecké Muzeum Kbely). Б/н HX-51.
- Польша, Краков, Музей Польской Авиации (Muzeum Lotnictwa Polskiego). Б/н 16 жёлтый.
- Польша, Варшава, Музей польской военной техники (Muzeum Polskiej Techniki Wojskowej). Б/н 17 жёлтый.
- Польша, Демблин, Академия ВВС Польши (Wyższa Szkoła Oficerska Sił Powietrznych). Б/н 087 жёлтый.
- Польша, Скаржиско-Каменна, Музей Белого Орла (Muzeum im. Orła Białego). Б/н 21 красный.
- Польша, Кочиелиско, установлен в качестве памятника. Б/н 1616 красный.
- Польша, Джонув, Любуский военный музей. (Lubuskie Muzeum Wojskowe). Б/н 06 жёлтый.
- Болгария, Безмер, Авиабаза Безмер. Б/н 119 красный.
- Болгария, Пловдив, Музей Крумово. Б/н 45 красный.
- Болгария, Пловдив, Музей Крумово. Б/н 23 жёлтый.
- Болгария, Граф Игнатово, Авиабаза Граф Игнатово. Б/н 51 белый.
- Румыния, Бухарест, Румынский национальный музей авиации. Б/н 52 красный.

## Тактико-технические характеристики

Проекции истребителя Як-23.

Приведены данные госиспытаний второго протипа Як-23.
Источник данных: Gordon, 2002, p. 82; Шавров, 1988.

Технические характеристики
- Экипаж: 1 пилот
- Длина: 8,10 м
- Размах крыла: 8,73 м
- Высота:
- Площадь крыла: 13,7 м²
- Коэффициент удлинения крыла: 5,56
- Масса пустого: 1902 кг
- Нормальная взлётная масса: 2965 кг
- Максимальная взлётная масса: 3306 кг (с ПТБ на законцовках)
- Масса топлива во внутренних баках: 790 кг (+319 в ПТБ на законцовках)
- Силовая установка: 1 × ТРД РД-500
- Тяга: 1 × 15,6 кН (1590 кгс)

Лётные характеристики
- Максимальная скорость:  
  - у земли: 925 км/ч
  - на высоте: 868 км/ч на 10 000 м
- Посадочная скорость: 157 км/ч
- Практическая дальность: 1080 км (на высоте 10 000 м)
  - с ПТБ: 1475 км
- Продолжительность полёта: 1 ч 44 мин
  - с ПТБ: 2 ч 21 мин
- Практический потолок: 15 000 м
- Скороподъёмность: 41,4 м/с (у земли)
- Время набора высоты:
  - 5000 м за 2,3 мин
  - 10000 м за 6,2 мин
- Нагрузка на крыло: 215 кг/м²
- Тяговооружённость: 0,56
- Длина разбега: 440 м
- Длина пробега: 540 м

Вооружение
- Стрелково-пушечное: 2 × 23 мм пушки НР-23К с 150 патр.